# コミックハイ!
『コミックハイ!』（COMIC HIGH）は、双葉社が発行していた日本の月刊青年漫画雑誌である。毎月22日に翌月号を発売。判型はB5判無線綴じ。編集長は、2009年7月号から2012年2月号までは庭野国彦、創刊時から2009年6月号までと2012年3月号以後最終号までは野中郷壱が担当していた。

## 概要
元々は『COMIC HIGH』名義で発行していたが休刊、約8ヵ月後に『コミックハイ!』名義として復刊する。公式には『コミックハイ!』を復刊ではなく創刊としており、号数表示はVOL.1にリセット、休刊前から続く作品も話数表示は第1話とされた。「男性向け少女漫画誌」と題した、男性読者をターゲットとした少女漫画誌という破天荒な編集方針が業界の注目を集めた。また、『コミックハイ!』以降は、表紙に「Girlish comics for Boys and Girls」とのキャッチコピーを掲げている。『COMIC HIGH』の「HIGH」はハイスクールの意味。『COMIC HIGH』創刊号は『こどものじかん』以外は女子高生の主人公で統一されていた。

### 休刊と復刊そして再び休刊
2004年3月2日に創刊するが、同年8月7日発売の第6号で「今冬からリスタート!」を予告しつつ休刊。そして2005年4月22日に復刊した。この復刊の際に以下が変更された。
- グラビア表紙の中綴じから、マンガ表紙の平綴じに変更[1]。
- 『アクションピザッツ』増刊から、『漫画アクション』増刊に変更。

2015年5月22日発売の同年6月号をもって再度休刊された。一部の連載は『月刊アクション』、『まんがタウン』などに移籍し継続される。

## 連載作品
○…隔月連載、×…シリーズ連載、☆…『COMIC HIGH』からの連載
| 作品名                            | 作者                                    | 開始号                  | 特筆 | 備考 |
| --------------------------------- | --------------------------------------- | ----------------------- | ---- | --- |
| 女子高生Girls-High 2nd season     | 大島永遠                                | VOL.1（2005年5月号）    | ☆    | 『Weekly漫画アクション』から『COMIC HIGH』に移籍。創刊号VOL.1（2004年4月号）から「女子高生-バカ軍団-」として連載 復刊後は『女子高生』のタイトルでVOL.27（2007年7月号）まで連載したのち休載 アニメは「女子高生 GIRL'S-HIGH」のタイトルとなり、単行本も新装版からはGirls-Highの文字が入った VOL.108（2014年4月号）より『女子高生Girls-High 2nd season』として隔月で連載再開（『女子高生Girls-Live』と交互に掲載） VOL.114（2014年10月号）より通常連載 『月刊アクション』で2015年8月号より再開 |
| あいたま                          | 師走冬子                                | VOL.1（2005年5月号）    | ☆    | 『COMIC HIGH』VOL.5から連載 『まんがタウン』で2015年8月号より再開 |
| 図書委員長の品格                  | 紺野比奈子                              | VOL.60（2010年4月号）   |      | |
| ディス魔トピア                    | 里好                                    | VOL.77（2011年9月号）   | ○    | |
| わたしたちのうつしかた。          | 根雪れい                                | VOL.77（2011年9月号）   |      | |
| 幸魂〜さくや伝〜                  | 結城焔                                  | VOL.79（2011年11月号）  | ○    | VOL.92以降は休載 |
| 千と万                            | 関谷あさみ                              | VOL.88（2012年8月号）   |      | 『月刊アクション』で2015年10月号より再開、隔月連載 |
| 超可動ガール1/6                   | ÖYSTER                                  | VOL.88（2012年8月号）   |      | 『月刊アクション』で2015年8月号より再開 |
| 元美少女戦士の妹                  | 桜沢鈴                                  | VOL.92（2012年12月号）  |      | VOL.105（2014年1月号）までシリーズ連載 |
| 私立はかない学園                  | 紺野あずれ                              | VOL.99（2013年7月号）   |      | |
| サボテンの娘                      | 桐原いづみ                              | VOL.101（2013年9月号）  |      | |
| 少年★少女★レアカード              | 山名沢湖                                | VOL.106（2014年2月号）  |      | |
| Re:学校                           | 山崎かずま                              | VOL.108（2014年4月号）  | ○    | |
| つうがくろ                        | かがみふみを                            | VOL.109（2014年5月号）  |      | 『月刊アクション』で2015年8月号より再開 |
| 盤上の詰みと罰                    | 松本渚                                  | VOL.109（2014年5月号）  |      | 単行本最終第2巻に大幅描き下ろし予定 |
| 嘘つきは妹のはじまり              | 奈月ここ                                | VOL.110（2014年6月号）  |      | 『月刊アクション』で2015年9月号より再開 |
| 女王様の絵師                      | 私屋カヲル                              | VOL.112（2014年8月号）  |      | 『月刊アクション』で2015年9月号より再開 |
| ふらら一人でできませんっ          | 渡邉ポポ                                | VOL.113（2014年9月号）  | ×    | 『まんがタウン』2015年7月号に掲載 『漫画アクション』で2015年14号に掲載後、同年23号より再開 |
| ラストメンヘラー                  | 伊瀬勝良（原作） 天野しゅにんた（漫画） | VOL.113（2014年9月号）  | ○    | 『月刊アクション』で2015年8月号より再開、隔月連載 |
| ソラ×リラ〜宙色のリラと臆病な僕〜 | 影崎由那                                | VOL.114（2014年10月号） |      | 同時発表されていたニコニコ静画内『月刊のアクション』で2015年6月9日に最終話配信 |
| 青春のアフター                    | 緑のルーペ                              | VOL.117（2015年1月号）  |      | 『月刊アクション』で2015年9月号より再開 |
| 買い食いハラペコラ                | 藤こよみ                                | VOL.120（2015年4月号）  |      | 『月刊アクション』で2015年8月号より再開 |
| ハナとヒナは放課後                | 森永みるく                              | VOL.121（2015年5月号）  |      | 『月刊アクション』で2015年8月号より再開 |

### 『COMICすもも』からの移籍
※「COMICすもも」を参照
| 作品名             | 作者     | 開始号                | 隔月連載 |
| ------------------ | -------- | --------------------- | --- |
| 女子高生Girls-Live | 大島永遠 | VOL.85（2012年5月号） | ○ 『女子高生Girls-High 2nd season』と交互に掲載 VOL.112（2014年8月号）にイレギュラー掲載あり VOL.120（2015年4月号）終了 |
| 俺様とこおに       | 夏目文花 | VOL.97（2013年5月号） | ○ |
| ユカとマリと委員長 | たかやKi | VOL.98（2013年6月号） | ○ |

## 過去の連載作品
過去の連載作品のタイトル・作者・当誌での掲載期間を下記に掲げる。
- 暁色の潜伏魔女（袴田めら） VOL.17（2006年9月号） - VOL.37（2008年5月号）
- 姉は傍にいまし、世はなべてこともなし（清末邦彦）※シリーズ連載  VOL.71（2011年3月号）- VOL.86（2012年6月号）
- 甘忍少女あずき（東雲水生）※VOL.22（2007年2月号）読切ゲスト、VOL.26 - VOL.28にシリーズ連載として2回掲載、後『COMIC SEED!』へ移籍
- アリーナ!（ミキマキ） VOL.17（2006年9月号） - VOL.38（2008年6月号）
- 寓話 -アレゴリア-（榎本ナリコ） ※シリーズ連載 VOL.3（2005年7月号） - VOL.11（2006年3月号）
- 委員長お手をどうぞ（山名沢湖） 休刊前VOL.1（2004年4月号） - VOL.7（2005年11月号）
- 悪戯ちょうちょ（綾瀬マナ） VOL.74（2011年6月号）- VOL.99（2013年7月号） ※VOL.87まで隔月連載（VOL.83-84は休載）
- いん×びじゅ（八乃多々良） VOL.75（2011年7月号）- VOL.87（2012年7月号）
- いんぽーとあります（たむら純子） VOL.1（2005年5月号） - VOL.7（2005年11月号）
- うみものがたり 〜みんな愛してる!〜（成原とんみ） VOL.48（2009年4月号） - VOL.58（2010年2月号） ※VOL52まではうみものがたり 〜あなたがいてくれたコト〜として掲載
- うちの大家族（重野なおき） VOL.17（2006年9月号）- VOL.78（2011年10月号） ※『まんがタウンオリジナル』より移籍、『まんがタウン』で継続。
- うぶうぶふうふ（かがみふみを） VOL.100（2013年8月号）- VOL.105（2014年1月号）
- エオマイア（タカハシマコ） VOL.1（2005年5月号） - VOL.16（2006年8月号）
- エデンノカケラ（門井亜矢） ※シリーズ連載 VOL.21（2007年1月号） - VOL.64（2010年8月号）
- M²（エム・ツー）（堀口純男） 休刊前VOL.1（2004年4月号） - 休刊前VOL.6（2004年9月号）
- 侵スベカラズ!!純血特区!（ほんだありま） VOL.59（2010年3月号）- VOL.88（2012年8月号）
- おにいちゃん☆コントロール（影崎由那） ※VOL.49（2009年5月号）からVOL.63までに6回掲載した後『COMICすもも』に移籍、『すもも』休刊に伴い、VOL.98からVOL.109（2014年5月号）まで概ね隔月ペースで連載
- おまつりちっく!（藤真拓哉） 休刊前VOL.1（2004年4月号） - 休刊前VOL.6（2004年9月号）
- GIRL FRIENDS（森永みるく） VOL.19（2006年11月号） - VOL.65（2010年9月号）
- 赫焉（かくえん）のヒナギク（砂原真琴） VOL.79（2011年11月号）- VOL.91（2012年11月号）
- 学園法廷（友美イチロウ） 休刊前VOL.1（2004年4月号） - 休刊前VOL.6（2004年9月号）
- 学園ポリーチェ（森永みるく）  VOL.86（2012年6月号）からVOL.96まで毎号連載、以後隔月連載、VOL.110の後に連続掲載してVOL.111最終回
- 官能ノススメ（山田可南） VOL.9（2006年1月号） - VOL.15（2006年7月号）
- 機械仕掛けのメルディーナ（宮ちひろ)
- 偽双ハニートラップ（芳澤ばにら） VOL.84（2012年4月号）- VOL.95（2013年3月号）
- 喫茶とまり木 営業中!（かたせなの） VOL.73（2011年5月号）- VOL.85（2012年5月号）
- きみといると（かがみふみを） VOL.40（2008年8月号）- VOL.68（2010年12月号）
- 薬屋りかちゃん（新井葉月） ※シリーズ連載 VOL.10（2006年2月号） - VOL.34（2008年2月号）
- くちびる ためいき さくらいろ（森永みるく） VOL.78（2011年10月号）からVOL.82（2012年2月号）にかけて短期集中連載 ※『百合姉妹』（マガジン・マガジン）、『コミック百合姫』（一迅社）に掲載され一迅社より『くちびる ためいき さくらいろ』の題名で単行本としてまとめられたオムニバス作品の続編
- げーむ部!（かたせなの） VOL.44（2008年12月号）- VOL.68（2010年12月号）
- 恋色オペレッタ（雪村理子） ※VOL.8（2005年12月号） - VOL.42（2008年10月号）の間5回掲載
- こーしょー19さい（逸架ぱずる） ※『メンズヤング』より移籍、VOL.83（2012年3月号）- VOL.92（2012年12月号）
- こぎゃるかん（倉上淳士） 休刊前VOL.1（2004年4月号） - VOL.24（2007年4月号）
- このお姉さんはフィクションです!?（むつきつとむ） ※『COMICすもも』より移籍、VOL.83（2012年3月号）- VOL.119（2015年3月号）
- こどものじかん（私屋カヲル） ※休刊前のVOL.1とVOL.5（2004年4月号、8月号）に掲載、復刊後VOL.1から連載 - VOL.97（2013年5月号）
- 榊美麗のためなら僕は…ッ!!（桐原いづみ） VOL.62（2010年6月号）- VOL.96（2013年4月号）
- しのばず（岩崎つばさ） ※シリーズ連載 VOL.60（2010年4月号）- VOL.86（2012年6月号）
- 姉妹（しま）ってこ!（にょりこ） VOL.84（2012年4月号）- VOL.106（2014年2月号）
- 15才 （あさぎ龍） VOL.92（2012年12月号）- VOL.111（2014年7月号）
- 少女生理学（新井葉月） 休刊前VOL.1（2004年4月号） - VOL.7（2005年11月号） ※休刊前は「シリーズ 少女生理学」
- しろくまベルスターズ♪（琴の若子、原作：PULLTOP） ※VOL.52にプレ連載として掲載、VOL.53（2009年9月号） - VOL.66（2010年10月号）
- 絶対衝激 〜PLATONIC HEART〜（倉上淳士／八宝備仁） VOL.41（2008年9月号） - VOL.57（2010年1月号）
- そこにオスわりっ! （筧秀隆） ※『COMICすもも』より移籍、VOL.97（2013年5月号）- VOL.99（2013年7月号）
- そら☆みよ（梅川和実） ※シリーズ連載 VOL.4（2005年8月号） - VOL.26（2007年6月号）
- それはロボット（流星ひかる） ※休刊前のVOL.6（2004年9月号）に読み切り掲載、復刊後VOL.2（2005年6月号）からVOL.5とVOL.30に掲載
- それゆけ!早乙女高校科学研究部（カシマミ） 休刊前VOL.2（2004年5月号）-休刊前VOL.6（2004年9月号）
- ただいま侵略中!（うおなてれぴん） ※VOL.64読切掲載、VOL.67（2010年11月号）から奇数号隔月連載 - VOL.87（2012年7月号）
- 男爵校長（ÖYSTER） ※『まんがタウンオリジナル』より移籍、VOL.17（2006年9月号）-VOL.23（2007年3月号） ※VOL.1（2005年5月号）にも『もえよん』からのゲストとして掲載あり
  - 男爵校長DS（ÖYSTER） VOL.24（2007年4月号） - VOL.49（2009年5月号）
  - 男爵校長High!（ÖYSTER） VOL.51（2009年7月号）- VOL.77（2011年9月号）
- ちびもの（東雲水生） ※『もえよん』より移籍、VOL.5（2005年9月号）-VOL.20（2006年12月号）
- ちまちま（かがみふみを） VOL.1（2005年5月号） - VOL.11（2006年3月号）
- ちゅーぶら!!（中田ゆみ） VOL.22（2007年2月号）- VOL.73（2011年5月号）
- つぶらら（山名沢湖） VOL.11（2006年3月号） - VOL.40（2008年8月号）
- でびるなえびる（倉上淳士） VOL.25（2007年5月号） - VOL.38（2008年6月号）
- 朋LINK!（陽香） 休刊前VOL.1（2004年4月号） - 休刊前VOL.6（2004年9月号）
- ニャン時ニャン分 編集にゃん!（アサイ） VOL.74（2011年6月号）- VOL.86（2012年6月号）
- 人魚の愛しかた、愛されかた（砂音鈴）※シリーズ連載 VOL.67（2010年11月号） - VOL.78（2011年10月号）
- 野に咲く薔薇のように（ひな。） VOL.38（2008年6月号） - VOL.56（2009年12月号）
- 柊小学校恋愛くらぶ（あづまゆき） VOL.32（2007年12月号）- VOL.81（2012年1月号）
- ひとつ屋根の下の（藤こよみ） VOL.88（2012年8月号）- VOL.108（2014年4月号）
- ひとひら（桐原いづみ） 休刊前VOL.1（2004年4月号） - VOL.50（2009年6月号）
- ひとひらアンコール（桐原いづみ） VOL.52（2009年8月号） - VOL.58（2010年2月号）
- ひまわりと羊たち!（澤野明） ※VOL.60にプレ連載として掲載、VOL.63（2010年7月号）- VOL.65（2010年9月号）
- ぴるぴる!（塚本ミエイ） ※『もえよん』より移籍、VOL.5（2005年9月号）からVOL.19（2006年11月号）まで連載、その後『ケータイまんがタウン』へ移籍
- ぶらこんッ!?（いとうえい） ※シリーズ連載 VOL.40（2008年8月号） - VOL.50（2009年6月号）
- 放課後おわらいぶ（高嶋ひろみ） VOL.90（2012年10月号）- VOL.106（2014年2月号）
- ぼくコスプレなんか興味ありませんからっ!!（しぐま太朗） ※VOL.59読切掲載、VOL.65（2010年9月号）- VOL.76（2011年8月号）
- ぽてまよ（御形屋はるか） VOL.6（2005年10月号）- VOL.70（2011年2月号） ※『もえよん』より移籍
- マジスキ（織生あや、原作：MOONSTONE） VOL.47（2009年3月号） - VOL.59（2010年3月号）
- マジメ彼女（ほんだありま） VOL.90（2012年10月号）- VOL.108（2014年4月号）
- マスタースレイブ（こいずみまり） VOL.63（2010年7月号）- VOL.78（2011年10月号）
- まちまち（かがみふみを） ※VOL.15（2006年7月号）に読み切り掲載後、VOL.17からVOL.36（2008年4月号）まで連載
- 魔法が万能だなんて言ったやつ誰だ!?（松崎豊） ※VOL.62読切掲載、VOL.68（2010年12月号）から偶数号隔月連載、VOL.84に掲載無くVOL.85に掲載、-  VOL.96（2013年4月号）
- 魔法少年マジョーリアン（石田敦子） ※シリーズ連載 VOL.9（2006年1月号） - VOL.39（2008年7月号）
- みーたん（友美イチロウ） VOL.1（2005年5月号） - VOL.49（2009年5月号）
- みずほアンビバレンツ（こいずみまり） VOL.30（2007年10月号） - VOL.57（2010年1月号）
- 未満れんあい（高嶋ひろみ） VOL.35（2008年3月号）- VOL.68（2010年12月号）
- みんなミュージカル!（アサイ） VOL.50（2009年6月号）- VOL.69（2011年1月号）
- 妄想少女オタク系（紺條夏生） ※休刊前のVOL.5（2004年8月号）に読み切り掲載、復刊後VOL.3（2005年7月号）からVOL.62（2010年6月号）まで連載
- ももかコミカライズド（風華チルヲ） VOL.61（2010年5月号） - VOL.80（2011年12月号）
- ヤシコー初代生徒会（藤こよみ） VOL.68（2010年12月号）- VOL.80（2011年12月号）
- 山田さんちの妖精おじさん（あきの実） VOL.89（2012年9月号）- VOL.104（2013年12月号）
- ゆめゆめうつつ（みつき和美） VOL.82（2012年2月号）- VOL.87（2012年7月号）
- 幼稚園からやりなおしっ!（久遠ミチヨシ） VOL.70（2011年2月号）- VOL.83（2012年3月号）
- 嫁がロリってどーよ!?（あきの） VOL.69（2011年1月号）- VOL.74（2011年6月号）
- ラブんラブ（石田敦子） VOL.45（2009年1月号）- VOL.63（2010年7月号）
  - ラブんラブ - マンガ図書館Z(外部リンク)
- 乱視の国のアリス（ししくらあさこ） VOL.92（2012年12月号）- VOL.105（2014年1月号）
- るっきん! 〜Looking for〜（塚本やよい） VOL.96（2013年4月号）- VOL.109（2014年5月号）
- ロリコンサーガ（和六里ハル） ※シリーズ連載 VOL.39（2008年7月号）- VOL.59（2010年3月号）
- ろりっ娘島（松林悟） ※『COMICすもも』より移籍、隔月連載 VOL.98（2013年6月号）- VOL.102（2013年10月号）

## その他読み切り作品など
- あろはあろひらに（河内和泉）※『ちゃおせれーの』の続編
- お化けのチャ!（永尾まる）
- caterpillar&butterfly（玄鉄絢）
- ちゃおせれーの（河内和泉）
- ハナノメタモ。（たむら純子）※読み切り形式でVOL.13（2006年5月号）からVOL.27（2007年7月号）までの間3回掲載後『COMIC SEED!』へ移籍
- ハラヘリ姫の朝食（ヒロタダシ）
- 本売る女子（藤井ハル） VOL.26(2007年6月号)
- GIRL×GIRL×BOY 乙女の祈り（KUJIRA）※VOL.25（2007年5月号）に「乙女の祈り」として掲載、同年8月号で改題し掲載、後『COMIC SEED!』へ移籍

## 映像化作品

### アニメ化
| 作品           | 放送年 | アニメーション制作 | 備考                               |
| -------------- | ------ | ------------------ | ---------------------------------- |
| 女子高生       | 2006年 | アームス           | タイトルは「女子高生 GIRL'S-HIGH」 |
| ひとひら       | 2007年 | XEBEC M2           |                                    |
| ぽてまよ       | 2007年 | J.C.STAFF          |                                    |
| こどものじかん | 2007年 | スタジオバルセロナ | OVAあり                            |
| ちゅーぶら!!   | 2010年 | ZEXCS              |                                    |

本誌から掲載誌を移籍後に『超可動ガール1/6』がアニメ化された。

### 実写化
| 作品             | 公開年 | 配給     | 備考 |
| ---------------- | ------ | -------- | ---- |
| 妄想少女オタク系 | 2007年 | ドーガ堂 |      |

| 作品         | 発売年 | 制作 | 備考 |
| ------------ | ------ | ---- | ---- |
| こぎゃるかん | 2009年 | N/A  |      |

## コミックハイブランド
復刊してからの単行本および公式ウェブサイト『WEBコミックハイ!』や派生誌『COMICすもも』掲載作品の単行本は原則として、アクションコミックスコミックハイブランド（Action Comics COMIC HIGH'S BRAND。以下、コミックハイブランドと表記）が冠されている。例外や注意すべき点は下記の通り。

### 休刊前からの継続作品
- 既刊をコミックハイブランドから新装版として再発売。復刊後の新刊はコミックハイブランドのみで発売。
  - 女子高生（大島永遠）
- 既刊をある時期の増刷分からコミックハイブランドに模様替え。復刊後の新刊はコミックハイブランドのみで発売。
  - ひとひら（桐原いづみ）
- 主に意匠上の理由により、既刊と同じブランドを継続したもの。
  - こぎゃるかん（倉上淳士）
  - 委員長お手をどうぞ（山名沢湖）
  - 少女生理学 第二章（新井葉月）

### その他
- 他誌掲載だがコミックハイブランドで発売されたもの。
  - でりつま（山名沢湖）
  - カルボナードクラウン（東雲水生）
- 他誌掲載だがコミックハイブランドで発売され、後に『コミックハイ!』に移籍したもの。
  - こーしょー19さい（逸架ぱずる）
- 双葉社の他誌から移籍してきた作品のため、既刊と同じブランドを継続したもの。
  - ちびもの（東雲水生）
  - ぴるぴる!（塚本ミエイ）
  - ぽてまよ（御形屋はるか）
  - 男爵校長（ÖYSTER）
  - うちの大家族（重野なおき）
- Web漫画の本誌連載化にともない、これまでの作品を書籍としてまとめたもの。
  - みんなミュージカル! 4コマ漫画版（アサイ）

## コミックマーケットでの展開
双葉社はコミックマーケットに参加している。限定グッズ販売をメインとし、イベントなども行われることがある。限定グッズの1つとして「オフィシャルセルフパロディ誌」と銘打った冊子がある。毎回決められたテーマを元に、各作家によるショートコミックが掲載されている。いずれも発行当時に本誌で連載している作家によるパロディまたは外伝が掲載されており、販売価格は1000円。作品によっては追ってコミック単行本におまけとして掲載される。
| タイトル                           | 販売                              | 表紙イラスト                                                          | テーマなど                                      |
| ---------------------------------- | --------------------------------- | --------------------------------------------------------------------- | ----------------------------------------------- |
| コミックジュニアハイ!              | コミックマーケット70 （2006年夏） | こどものじかん（私屋カヲル）                                          | 特になし                                        |
| こどものコミックハイ!              | コミックマーケット72 （2007年夏） | こどものじかん（私屋カヲル）                                          | こども                                          |
| 百合のコミックハイ!                | コミックマーケット72 （2007年夏） |                                                                       | 百合（ガールズラブ）                            |
| Sのコミックハイ!                   | コミックマーケット73 （2007年冬） | こどものじかん（私屋カヲル）                                          | 「S」・サディズム                               |
| Mのコミックハイ!                   | コミックマーケット73 （2007年冬） | こどものじかん（私屋カヲル）                                          | 「M」・マゾヒズム                               |
| コスプレのコミックハイ!            | コミックマーケット74 （2008年夏） | 柊小学校恋愛くらぶ（あづまゆき） こどものじかん（私屋カヲル）         | コスプレ                                        |
| 水着のコミックハイ!                | コミックマーケット74 （2008年夏） | 柊小学校恋愛くらぶ（あづまゆき） こどものじかん（私屋カヲル）         | 水着                                            |
| ツンのコミックハイ!                | コミックマーケット76 （2009年夏） | こどものじかん（私屋カヲル）                                          | ツンデレの「ツン」                              |
| デレのコミックハイ!                | コミックマーケット76 （2009年夏） | こどものじかん（私屋カヲル）                                          | ツンデレの「デレ」                              |
| ちゅーのコミックハイ!              | コミックマーケット77 （2009年冬） | ちゅーぶら!!（中田ゆみ）                                              | 「ちゅー」・キス                                |
| ぶらのコミックハイ!                | コミックマーケット77 （2009年冬） | ちゅーぶら!!（中田ゆみ）                                              | 「ぶら」・下着                                  |
| 白い妹                             | コミックマーケット79 （2010年冬） | お兄ちゃんのことなんかぜんぜん好きじゃないんだからねっ!! （草野紅壱） | 妹                                              |
| 黒い妹                             | コミックマーケット79 （2010年冬） | お兄ちゃんのことなんかぜんぜん好きじゃないんだからねっ!! （草野紅壱） | 妹                                              |
| こどものじかん卒業記念文集         | コミックマーケット83 （2012年冬） | こどものじかん（私屋カヲル）                                          | 「こどものじかん」アンソロジー                  |
| こどものじかんフルカラーイラスト集 | コミックマーケット83 （2012年冬） | こどものじかん（私屋カヲル）                                          | 「こどものじかん」画集 （著者は私屋カヲルのみ） |

## インターネットラジオ
2007年8月24日から2008年2月29日まで毎週金曜にアニメイトTVで本誌の情報番組として、『コミックハイ! プレゼンツ Hiぱ〜Radio!!』が配信されていた。
パーソナリティは真堂圭と廣田詩夢。

### ゲスト
- 紺條夏生・倉上淳士（第15 - 16回）
- 森永みるく（第24回）
- 野中郷壱（第26回）